# Музей Рисорджименто (Милан)
Музей Рисорджименто (итал. Museo del Risorgimento) — государственный исторический музей в городе Милан в Италии, собрания которого посвящены истории Рисорджименто. Основан 24 июня 1886 года. Расположен во дворце Мориджа на улице Боргонуово. Экспозиции музея иллюстрируют историю Италии в период с 1796 (Итальянская кампания Бонапарта) по 1870 (Взятие Рима) год.

## История
Основание собраниям музея положили артефакты и документы времён Рисорджименто, которые были собраны в Милане и прилегающих к городу районах для Всеобщей итальянской выставки в Турине в 1884 году. В формировании экспозиции для выставки участвовали Карло д'Адда, Чезаре Корренти, Джан Альфонсо Казати, Энрико Гуасталла, Джованни Висконти Веноста, Джероламо Индуно и Элеутерио Пальяно. Музей Рисорджименто в Милане был открыт 24 июня 1886 года в выставочном центре Общественных садов у Венецианских ворот. В 1896 году собрания музея были перенесены в замок Сфорца. В 1943 году из-за бомбардировок во время Второй мировой войны, музей был временно перемещён на первый этаж дома Мандзони. В 1950 году музейные экспозиции заняли дворец Мориджа, на территории которого также находится миланский комитет Института истории Рисорджименто, ответственный за публикацию журнала «Иль Рисорджименто», и итало-швейцарский комитет по изданию произведений Карло Каттанео.

## Собрания
В собраниях музея представлены произведения искусства, оружие и предметы, связанные с Итальянскими походами Наполеона Бонапарта, первой, второй и третьей войнами за независимость, пятью днями Милана и личностью Джузеппе Гарибальди. В музее также хранятся Исторические коллекции муниципалитета Милана, предназначенные для образовательных и культурных программ.
Маршрут выставки составлен в соответствии с хронологическим порядком событий и проходит через четырнадцать комнат, к которым недавно был добавлен новый оружейный зал. Последняя масштабная реконструкция экспозиций музея проводилась в 1998 году. Выставка начинается с артефактов первого похода Наполеона Бонапарта в Италию в 1796—1797 году, включая одно из оригинальных знамён Ломбардского легиона верховых охотников (1796), и продолжается предметами, которые относятся ко временам Итальянской республики 1802—1805 годов. Коллекция музея включает плащ и королевские регалии с коронации Наполеона Бонапарта королём Италии (1805) и большое собрание картин, скульптур и предметов, относящихся к Имперскому периоду 1804—1814 годов.
Маршрут продолжается экспозицией с артефактами времён Реставрации (1814), которая включает предметы, принадлежавшие Сильвио Пеллико, и экспонаты, относящиеся к Пяти дням Милана (1848). Среди последних значительный исторический интерес представляют колокол башни на площади Торговцев, который сломался во время непрерывного звона, призывая людей к восстанию, и оригинальный трёхцветный флаг, который развевался над Миланским собором 20 марта 1848 года. В музее также хранится оригинальный трёхцветный флаг Римской республики 1849 года с надписью «Бог и люди». Далее маршрут продолжается экспозицией с артефактами времён второй (1859) и третьей (1866) войн за независимость. Здесь находится Библия, полученная Джузеппе Гарибальди в дар от английских дворянок, и его пончо с красной рубашкой.
Большой интерес представляют картины, выставленные в музее и посвящённые Рисорджименто: «Битва при Порта-Тоза во время Пяти дней» Карло Канеллы, «Отступление австрийцев от здания таможни у Порта-Тоза» и «Оружейная палата дворян Убольди, разграбленная миланскими повстанцами» Карло Боссоли, «Гарибальди и майор Леджеро, несущие умирающую Аниту» Пьера Бувье, «Битва за Мадженту», «Высадка тысячи четырёх» и «Въезд Виктора Эммануила II в Венецию» Джироламо Индуно, «Взятие кладбища Сольферино» Элеутерио Пальяно, «Милан во время известия о перемирии в Виллафранке» Доменико Индуно, «Прорыв в Порта-Пиа» Карло Адемолло и «Римский референдум» Луиджи Рива.